# Leo Löwenthal
Leo Löwenthal (Frankfurt del Main, 3 de novembre de 1900 - Berkeley, 21 de gener de 1993) va ser un sociòleg alemany vinculat a l'Escola de Frankfurt.
Fill de jueus assimilats (el seu pare era un metge), va viure a Alemanya durant el període de la República de Weimar. El 1926, es va unir al recentment fundat Institut d'Investigació Social de Frankfurt. El 1934 va emigrar als Estats Units d'Amèrica. Va treballar entre d'altres a la Universitat de Colúmbia, i a la Universitat de Califòrnia a Berkeley (1956-1980). Era un especialista en Sociologia de la Cultura i Mitjans de Literatura, i editor de Zeitschrift für Sozialforschung. El 1989 va ser guardonat amb el Premi Theodor Adorno a la ciutat alemanya de Frankfurt del Main.

## Obres fonamentals
- Schriften in fünf Bänden. Frankfurt am Main: Suhrkamp, 1980-1987.
- Mitmachen wollte ich nie. Ein autobiografisches Gespräch mit Helmut Dubiel, Suhrkamp 1980, ISBN 3-518-11014-4
- In steter Freundschaft. Briefwechsel. Leo Löwenthal / Siegfried Kracauer. 1921-1966. Ed. de Peter-Erwin Jansen e Christian Schmidt. zu Klampen Verlag 2003, ISBN 3-934920-27-6

### En català
- Escrits contra el feixisme, València: Edicions 3i4, 2021, ISBN 978-84-17469-36-8[3]